# Siding-Spring-Observatorium
Das Siding-Spring-Observatorium, engl. Siding Spring Observatory, in der Nähe von Coonabarabran, Australien, ist Teil der Research School of Astronomy & Astrophysics (RSAA) der Australian National University (ANU). Es ist unter dem IAU-Code 413 registriert.

## Anlage
Wichtigster Teil des Observatoriums ist das britisch-australische Anglo-Australian Observatory (AAO), welches vor Ort das Anglo-Australian Telescope (Siding Spring 2.3 m) und das UK Schmidt Telescope betreibt. Der SkyMapper wird vom Mount-Stromlo-Observatorium in Canberra betrieben, das Faulkes Telescope South vom Las Cumbres Observatory Global Telescope Network. Daneben gibt es eine Reihe weiterer Teleskope, welche der Australian National University, der University of New South Wales und anderen Institutionen gehören.
Das Observatorium liegt auf dem Mount Woorut (1156 m) in den Siding Spring Mountains, direkt am Rand des Warrumbungles National Park. Dieser ist für das Observatorium als Lichtschutzgebiet ausgewiesen.
Am Siding Spring Observatorium wurden einige der ältesten Sterne entdeckt (Anna Frebel u. a., HE 1327-2326, SMSS J031300.36-670839.3).
Es gibt eine Galerie für Besucher und ein Souvenirgeschäft.

## Teleskope

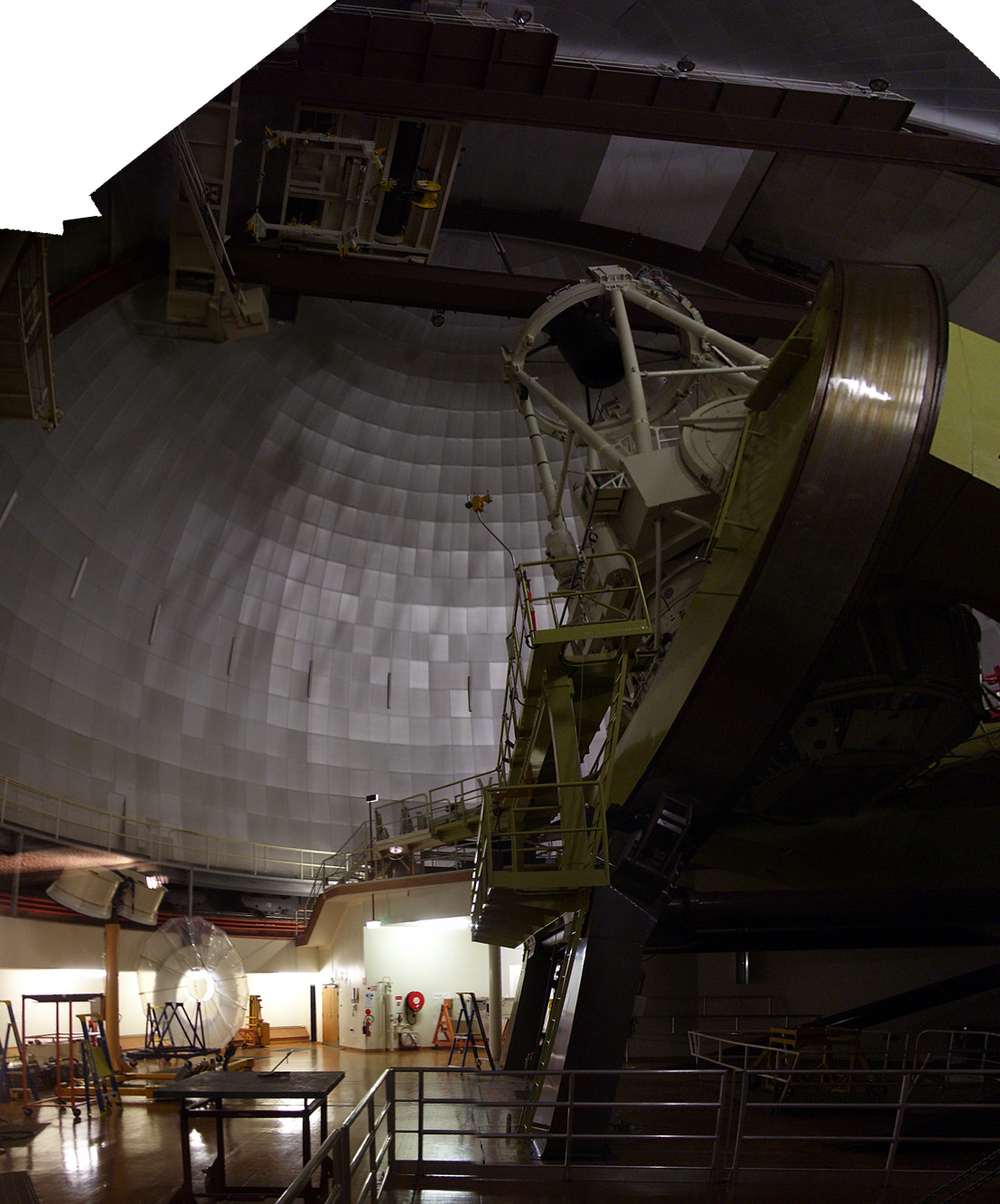
Das Anglo-Australian Telescope

- Anglo-Australian Telescope (3,9 m – AAO)
- Siding Spring 2.3 m Telescope (ANU)
- Faulkes Telescope South (2,0 m – Swinburne)
- 1,6-m-Teleskop des KMTNet
- Sky-Mapper Telescope (1,3 m – ANU)
- UK Schmidt Telescope (1,24 m – AAO)
- 40-inch Telescope (ANU – seit 1. Januar 2008 außer Betrieb)
- 24-inch Telescope (ANU – außer Betrieb)
- 16-inch Telescope (ANU – außer Betrieb)
- Uppsala Southern Schmidt Telescope (0,5 m)
- Automated Patrol Telescope (0,5 m – UNSW), eine Baker-Nunn-Kamera
- ROTSE IIIa, Robotic Optical Transit Search Experiment (0,45 m – UNSW)
- Korean YSTAR Telescope (Korean Southern Observatory)

## Sonstiges
Der hier von Robert H. McNaught entdeckte Komet, der den Planeten Mars im Jahr 2014 nahe passierte, wurde nach dem Observatorium benannt: C/2013 A1 (Siding Spring).